# El gran macabro
El gran macabro (título original, Le Grand Macabre) es una ópera en dos actos (versión original, cuatro escenas en la versión revisada) con música de György Ligeti y libreto en alemán del propio compositor y Michael Meschke, basado libremente en la obra de teatro del autor belga Michel De Ghelderode La ballade du grand macabre. Se trata de la única ópera de Ligeti. Además del alemán original, ha sido interpretada en inglés, italiano, sueco y francés. 

## Historia
Después de haber visto la obra antioperística de Mauricio Kagel Staatstheater, Ligeti llegó a la conclusión que no era posible escribir más antióperas. Entonces decidió escribir una «anti-antiópera», una ópera con un reconocimiento irónico de tanto las tradiciones operísticas como de la crítica antioperística del género. El libreto fue escrito por el mismo Ligeti con Michael Meschke. 
Existen dos versiones, la primera de 1975, con muchas partes habladas, pero con representaciones sucesivas. Ligeti fue recortándolas para lograr una mayor agilidad.
Entre 1988 y 1991, Ligeti escribió Mysteries of the Macabre, especie de reducción de la ópera para ejecutar en concierto, para soprano y grupo de cámara.
Esta ópera se representa poco; en las estadísticas de Operabase aparece la n.º 235 de las óperas representadas en 2005-2010, siendo la 6.ª en Hungría y la primera de Ligeti, con 10 representaciones en el período.

## La ópera
Desde su breve obertura, una mezcla de sonidos rítmicos para una docena de bocinas de autos (como las que usan los payasos), hasta el passacaglia final que parodia el clasicismo, la obra evoluciona como un collage de sonoridades desde un conjunto de sonidos urbanos hasta pequeñas citas distorsionadas de Beethoven, Rossini y Giuseppe Verdi. La ópera de Ligeti está cargada de ironía y ambigüedades, que convergen en un mensaje mortalmente serio de una manera humorística y ligera.
El tema principal es la mortalidad y su personaje principal es la muerte, representada (supuestamente) en Nekrotzar, una especie de ángel quijotesco (papel para un bajo-barítono), quien llega a una ciudad llena de rascacielos enviado para destruir a la humanidad. Las calles están cubiertas de basura y pobladas de vagabundos, dando a la audiencia la impresión de ser una tierra al borde del apocalipsis. Junto con el ebrio catador de vinos Piet vom Fass y el astrólogo Astradamors, Nekrotzar se dirige a la corte del Príncipe Go-Go, y una serie de escenas desordenadas disjuntas nos plantea la cuestión de si estamos al borde de la condenación inminente o si todo es tan sólo una farsa.
La música posee una extraordinaria variedad de momentos: desde la farsa más brillante (un preludio para timbres, solos de órgano eléctrico y la presencia de instrumentos poco convencionales como la armónica cromática, bongos, bocinas, mandolina y silbatos). Se alternan gritos, eructos y cacareos con momentos de intensidad expresiva como los de la ópera Wozzeck de Alban Berg y duetos amorosos al estilo de Monteverdi. Y los cambios entre ellos (de lo sublime a lo escatológico) son instantáneos. Posee una claridad sonora constante. Los cantantes, que frecuentemente tienen partes habladas, son acompañados por pocos instrumentos, o por conjuntos muy coloridos. Hay pocos duetos, coros e intermedios instrumentales; varios pasajes melódicos para voz, pero no arias propiamente; se trata de una ambiciosa obra de teatro musical. Claro que las partes son tales que ninguna cantante de musical podría hacerlas.

## Partes de la ópera
Nota: estos son las divisiones y títulos de la versión revisada de la ópera.
- Acto I
  - Primer preludio con bocinas de auto
  - Escena Uno: Dies Irae
  - Away, you swag-pot!
  - Shut up!
  - Oh...! - Amanda! Can do no more!
  - Ha-ha-ha-ha! Hey! Give me my requisites, slave
  - Melting snow is thy breast
  - Segundo preludio con bocinas de auto
  - Escena II: One! Two! Three! Five!
  - Shapely and attractive figure
  - Venus! Venus!
  - Stop! - Sh!... Quiet, for heaven's sake!
  - Who's there? A Man? - A Man!
  - Finale: Fire and death I bring
- Acto II
  - Escena III: Preludio con timbre de casa
  - Arse licker, arse-kisser!
  - Posture exercises!
  - Tsk... - Pssst! Ha! Head of my Secret Service
  - Ahh! ...Secret cypher!
  - Hurray, hurray! My wife is dead, hurray!
  - Nekrotzar's Entrance
  - Woe! Ooh! For the day of wrath
  - There's no need to fear
  - Up! - Drink! - Up!
  - Galimatias: Hmm! It's delicious
  - Where am I? What time is it?
  - Interludio
  - Escena IV: Ghost Astradamors, are you dead?
  - Canon en espejo
  - Finale. Passacaglia: Ah, it was good

## Fragmento
De la obra teatral de Ghelderode:

NEKROTZAR - Segados seréis por la altísima voluntad del que ya perdió la paciencia. Soy ejecutor de quien ya no se ablandará. (Enfático.) Fui el ángel del bien expulsado del seno de las ciudades y que se marchó a llorar a un sepulcro. Luego de descansar en secular sueño, desperté como el ángel del Mal, mi ropaje de bondad se había transformado en una túnica de odio. Ahora, el aliento de los corrompidos subió hasta el Cielo e asfixió a Dios bajo su baldaquino. Y Dios, con puño derecho, lanzó una antorcha de venganza. La oigo crepitar. ¡Que caiga la noche, la última, la que será la de mi entrada triunfal en la dura ciudad! (Levanta el pie.) ¡Un caballo, que me den un caballo!